# Coregía

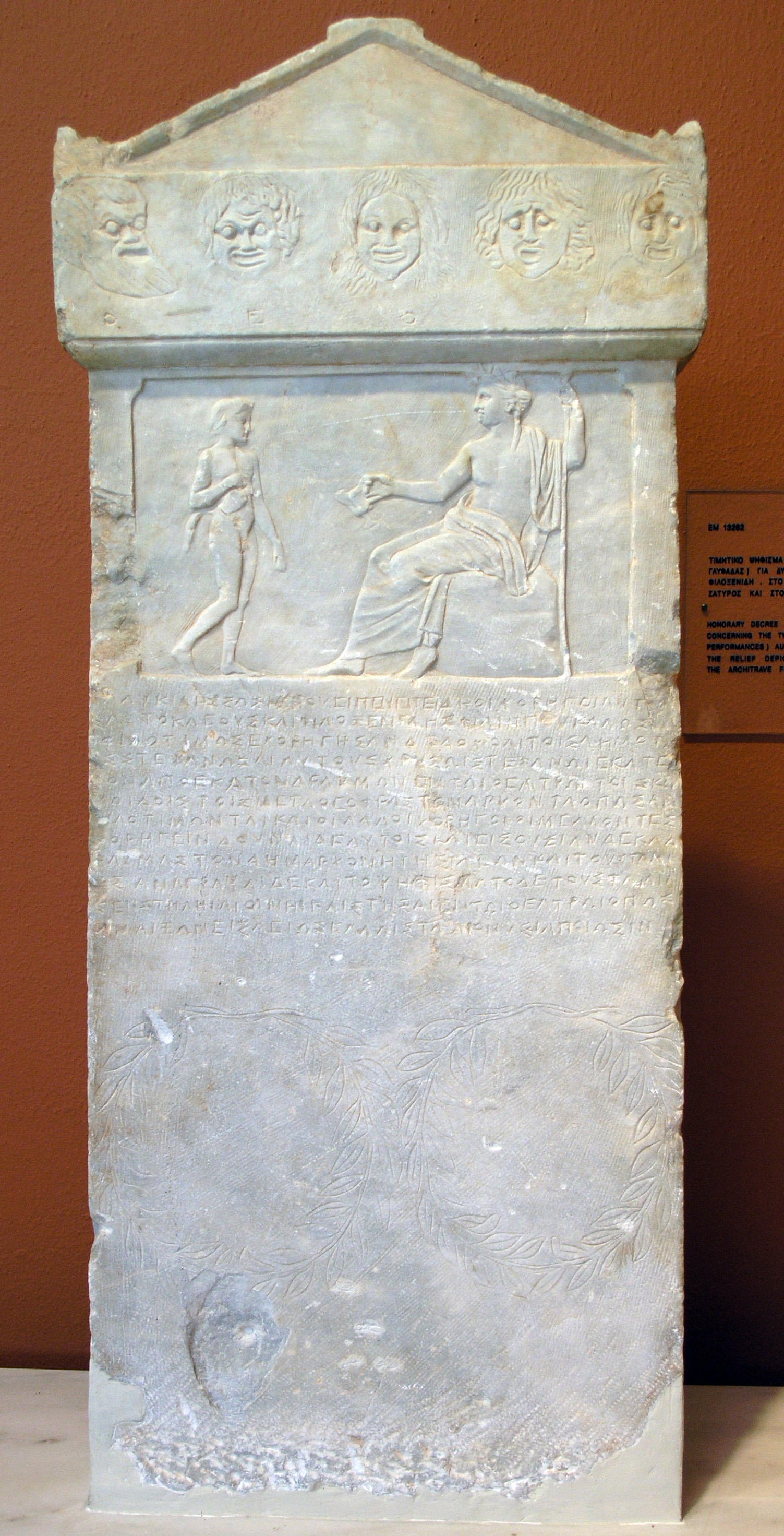
Relieve de Dioniso y sátiro sentados; la inscripción debajo es un decreto del demo ático Aixone en honor a los choregoi Auteas y Filoxénides (313–312 a. C.)

La Coregía (choregia), en la antigua Atenas, era una forma de liturgia, esto es, de servicio público, en la que los ciudadanos acaudalados tenían que hacerse cargo de los costos que acarreaba la contratación de coros para los certámenes líricos o dramáticos que se celebraban con motivo de las Panateneas, Targelias, Dionisias y Leneas; de ahí su nombre, choregoí. En las Leneas se permitía a los metecos actuar como  e incluso como coregos, pero en todas las demás festividades solo los ciudadanos podían servir bajo pena de 1000 dracmas por cada corego extranjero. Los costos eran muy considerables. En el año 405 a. C., con el empobrecimiento de Atenas a causa de la guerra del Peloponeso, dos coregos tuvieron que asumir los costos de la producción de las Grandes Dionisias. Los coregos elegían a los miembros de sus coros, les pagaban el vestuario, los ensayos y el local para ensayar. El premio para el corego que resultaba vencedor en un certamen de ditirambos consistía en un trípode que a renglón seguido dedicaba a un dios; en Atenas la calle de los trípodes (hoi tripodes) tomó su nombre de las múltiples ofrendas de este tipo que la jalonaban. El trópode pasaba a ser propiedad de la tribu del corego.

## Corego
El corego (griego, χορηγός, khorêgós, plural choregoi, de χορός "coro" + ἡγεῖσθαι "dirigir") es, en la Antigua Grecia, un ciudadano (o un meteco) encargado de organizar a sus expensas un coro y los figurantes para una representación teatral y otros aspectos de la producción dramática.

## Notables coregos

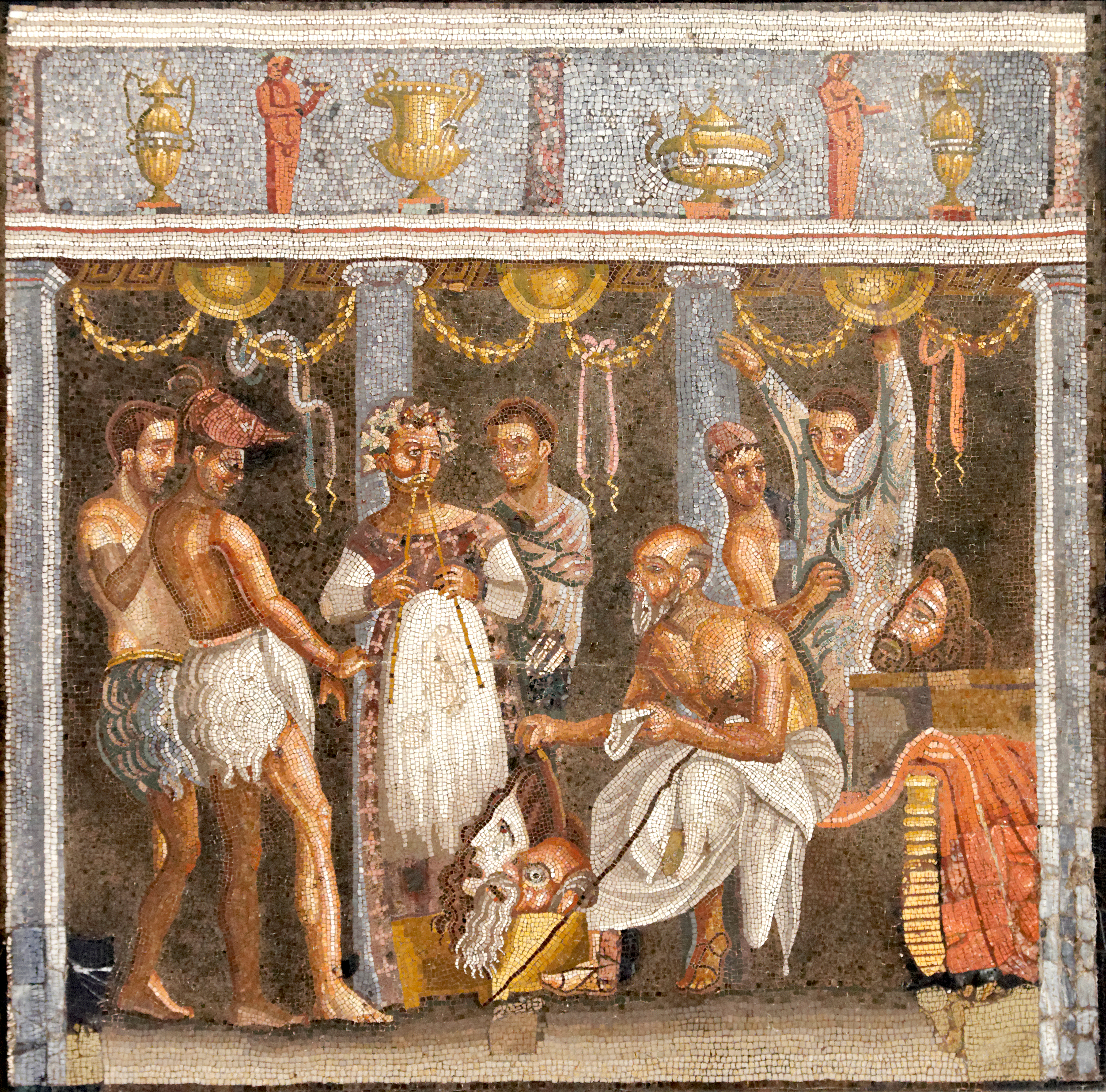
Un corego está sentado, rodeado de actores y un músico tocando la tibia.

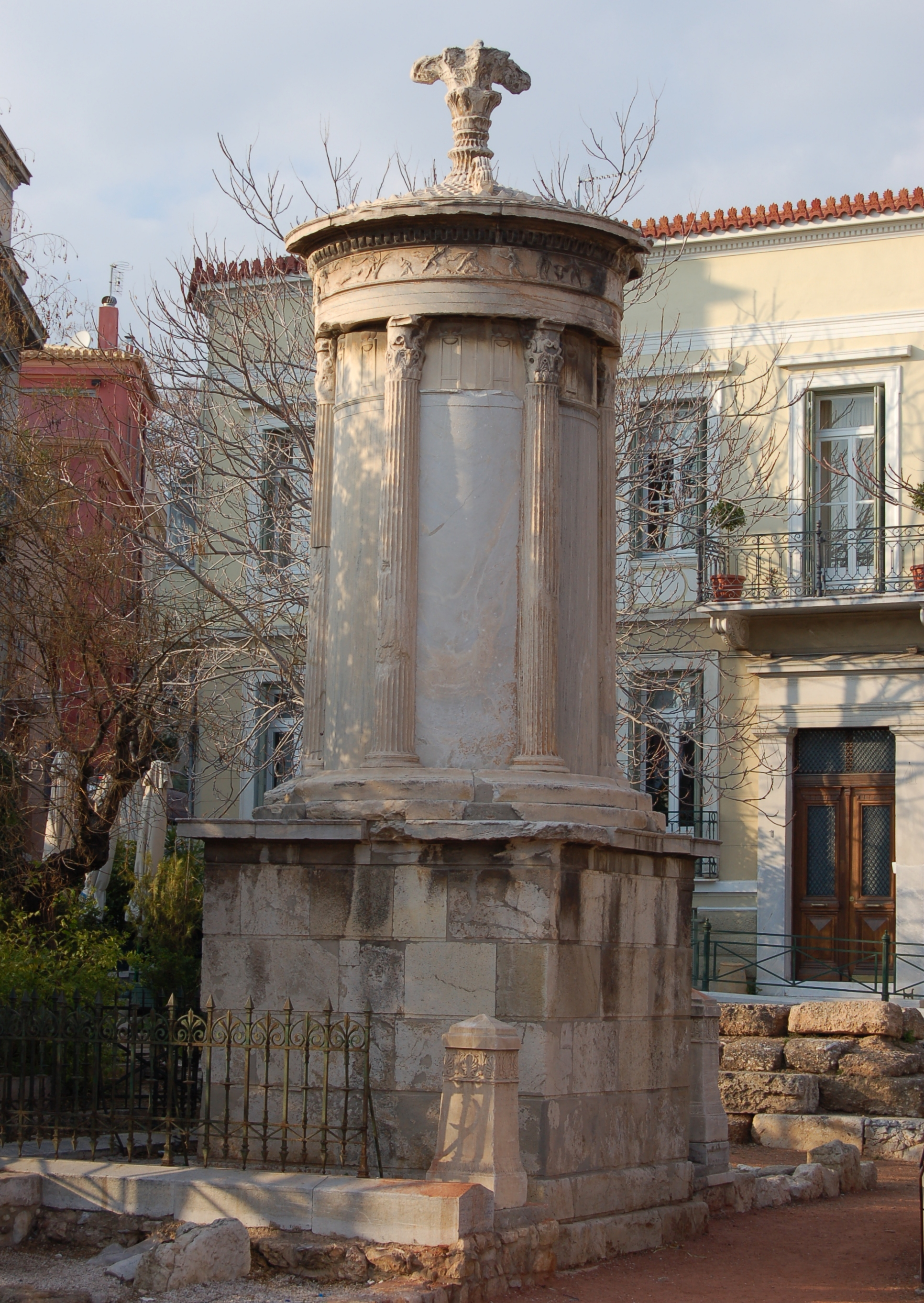
Monumento corégico de Lisícrates cerca de la Acrópolis de Atenas.

Entre los coregos célebres, se puede citar a Pericles, con unos veinte años, para Los persas de Esquilo en 472 a. C., y Temístocles para Las fenicias de Frínico en 476 a. C. (obra cuyo texto se ha perdido). La reorganización de la coregía en el año 406 a. C. distribuyó el coste entre la comunidad más amplia –la sincoregía–, mientras que los coregos pagaron solo una parte de los gastos.
En el año 365 a. C., Platón, una rara excepción a la calificación de riqueza, sirvió como corego de un coro de niños apoyado por el patrocinio de Dionisio II de Siracusa. Hoy en día, se recuerda al corego Lisícrates por el monumento que aún se encuentra en Atenas, erigido en honor a la victoria del festival de su producción en el año 335 a. C. En 1852 se descubrieron en Atenas las ruinas de un monumento corégico de Nicias del siglo V a. C.

## Características
La coregía era un cargo financiero muy oneroso. Se trata en el origen de sustentar a 12 coreutas, después 15 para la tragedia, 12 para el drama satírico y 24 para la comedia, además de coregos para las Dionisias y las  Targelia (los principales concursos festivos).  El corego tenía igualmente a su cargo los vestidos y las máscaras, los decorados y los figurantes (guardias, servidores, niños y otros personajes mudos). Los actores, los músicos y los autores, eran remunerados por el Estado. El arconte, que iniciaba este proceso meses antes del festival, podía identificar fácilmente a los posibles coregos dramáticos, ya que su riqueza mutua les permitía moverse en los mismos círculos sociales que los candidatos más cualificados. Para ser considerado para el rol de corego, un individuo debía ser ciudadano ateniense y poseer una gran riqueza. Según el Oxford Dictionary of the Classical World: «Las sumas gastadas en las coregía smuestran que esta tarea podía generar un gasto considerable. Un coregos extremadamente entusiasta cataloga una lista que representa un desembolso de casi dos talentos y medio. Esto incluye una coregia ditirámbica en las Panateneas menores por 300 dracmas y una coregía trágica por 3000 dracmas. Esta última cifra es aproximadamente diez veces mayor que lo que un trabajador cualificado podría haber ganado anualmente».
La ley ateniense exigía que los coregos, para los coros de niños, tuvieran más de cuarenta años para proteger a los jóvenes participantes, ya que los padres no querían que sus hijos corriesen los riesgos morales del teatro. Por consiguiente, a menudo se recurría a multas y confiscaciones de bienes. El corego tenía que proporcionar un lugar para entrenar al coro (διδασκαλεῖον, χορηγεῖον), que a menudo estaba en su propia casa, pero en algunos demos encontramos edificios públicos para ese propósito. Los voluntarios de este selecto grupo de personas cualificadas podrían haber sido la fuente de la mayoría de los nombramientos. La figura del coregos se remonta al siglo VII a. C. Se encuentran referencias al título en fragmentos recuperados de la poesía lírica coral más antigua, incluyendo las Partenias (o "cantos de doncellas") de Alcmán, poeta de la Esparta arcaica.
Los coregos eran responsables de apoyar muchos aspectos de la producción teatral en la antigua Atenas: pagar el vestuario, los ensayos, el coro, la escenografía o pintura de escenas (incluyendo elementos como mechane y ekkyklema), los accesorios (incluyendo máscaras elaboradas), los efectos especiales, como el sonido, y los músicos, excepto que el Estado proporcionaba al flautista y pagaba a los actores que no estaban en el coro. En las Dionisias de la ciudad de Atenas, por ejemplo, se esperaba que el corego financiara todos los aspectos relacionados con el coro, lo que podía incluir la formación, la contratación de un experto para realizar dicha formación, los salarios y el alojamiento y la comida durante un largo período de ensayo.
Los premios de drama en las Dionisias se otorgaban conjuntamente al dramaturgo y al corego. Originalmente, el corego actuaba en nombre de su tribu, que colectivamente ganaba el kudos por una actuación exitosa. Gradualmente, los coregos patrocinadores asumieron una mayor responsabilidad personal, y para el siglo IV a. C. a. C., el premio era un galardón personal. Se esperaba que el ganador exhibiera su trofeo en un lugar de honor. Tales victorias otorgaban prestigio al corego, y estos honores podían ser un trampolín importante hacia una carrera política exitosa para los jóvenes atenienses adinerados. Por el contrario, el fracaso en el desempeño de su función  podía conllevar humillación social.
Los coregos victoriosos fueron honrados con la construcción de un monumento en honor a su logro. Estos monumentos, que se han convertido en una importante fuente de conocimiento académico sobre los coregos eran el último paso de la celebración de la victoria, que también incluía un desfile y un festín. Cada monumento ostentaba una elocuente inscripción que evocaba el anuncio original de la victoria realizado en las Dionisias.
No parece que la antidosis (procedimiento para designar a otro ciudadano estimado más rico), haya existido en este caso. Ser corego era en efecto un gran honor, y es probable que algunos fueran voluntarios. El corego cuyo poeta había triunfado era coronado en el teatro, con el mismo título que el autor, debía ofrecer un gran banquete y su nombre figuraba en la lista de vencedores. el corego. Platón, en El Banquete, describe así el dado para la victoria del poeta Agatón.

## Contexto filantrópico
Los coregos fueron un ejemplo de una tradición más amplia de cosmopolitismo, definida por el interés en beneficiar a los demás, que dominaba muchos aspectos de la vida urbana de los ricos en la antigua Grecia y que se ha vinculado a la filantropía occidental. Muchos de estos actos, que también incluían la subvención de templos, armerías y otras necesidades municipales esenciales, estaban más motivados por la vanidad personal, la presión social y la influencia política que por el impulso filantrópico moderno. Sin embargo, las contribuciones de los corego al teatro de la antigua Grecia fueron fundamentales para el florecimiento del drama en la antigua Grecia y la estructura del panorama cultural de la sociedad. Una de las primeras referencias al impulso filantrópico se remonta al Prometeo encadenado de Esquilo, con el uso de la palabra filantropía, que se traduce como "amor a la humanidad", lo que muestra un vínculo temprano entre el teatro, los coregos y la filantropía.